# Estadio de Meneng
Estadio de Meneng es el estadio nacional de Nauru. En honor al futbolista natal Arthur Meneng. Actualmente está bajo construcción.
En 2015, la construcción tuvo que paralizarse por falta de fondos.